# Wołodymyr Fink
Wołodymyr Ołeksandrowycz Fink, ukr. Володимир Олександрович Фінк, ros. Владимир Александрович Финк, Władimir Aleksandrowicz Fink; ur. 28 marca 1958 we wsi Wiłkowo, rejonu tiumiencewskiego, w Kraju Ałtajskim, Rosyjska FSRR, zm. 13 stycznia 2005 w Białej Cerkwi, Ukraina) – ukraiński piłkarz pochodzenia rosyjskiego, grający na pozycji napastnika, trener piłkarski.

## Kariera piłkarska

### Kariera klubowa
Pierwszy trener W.Wdowin. Rozpoczął karierę piłkarską jako obrońca w klubie Dinamo Barnauł, kiedy po zakończeniu Instytutu Rolnictwa w Barnaule jego talent zauważyli selekcjonerzy barnaulskiej drużyny. Dopiero później został napastnikiem. W 1981 strzelił gola w grze pucharowej z Czornomorcem Odessa. Po tej bramce otrzymał zaproszenie od wyższoligowego klubu i przeniósł się do Odessy. W Czornomorcu był jednym z najlepszych napastników. W 1989 zakończył karierę w Nistru Kiszyniów. W 1992 grał jeszcze w zespole amatorskim Błaho Błahojewe

## Kariera trenerska
Bo zakończeniu kariery piłkarskiej pełnił funkcję kierownika w zespole Czornomorec-2 Odessa. Od 1995 pracował na stanowisku administratora w Czornomorcu Odessa. W noc z 12 na 13 stycznia 2005 razem z kierowcą zginął w wypadku samochodowym, kiedy ich samochód wjechał w przyczepę na drodze Odessa-Kijów w okolicy Białej Cerkwi.

## Sukcesy i odznaczenia

### Sukcesy klubowe
- mistrz Pierwszej Ligi ZSRR: 1987

### Sukcesy indywidualne
- jest rekordzistą Czornomorca w ilości strzelonych bramek w sezonie w Wyższej Lidze: 15 bramek
- 3. miejsce w klasyfikacji najlepszych strzelców Wyższej Ligi ZSRR: 1983.

### Odznaczenia
- tytuł Mistrza Sportu ZSRR: 1982